# Geotrogus euphytus
Geotrogus euphytus är en skalbaggsart som beskrevs av Jean Baptiste Lucien Buquet 1840. Geotrogus euphytus ingår i släktet Geotrogus och familjen Melolonthidae. Inga underarter finns listade i Catalogue of Life.